# Acid House (film)
Pour le genre musical, voir Acid house.
Pour plus de détails, voir Fiche technique et Distribution.
Acid House (The Acid House) est un film britannique réalisé par Paul McGuigan, sorti en 1998.

## Synopsis
À Édimbourg, trois histoires de drogue et de personnalités à la dérive s'entremêlent.

## Fiche technique
- Titre : Acid House
- Titre original : The Acid House
- Réalisation : Paul McGuigan
- Scénario : Irvine Welsh d'après ses nouvelles
- Musique : Dan Mudford
- Photographie : Alasdair Walker
- Montage : Andrew Hulme
- Production : David Muir et Alex Usborne
- Société de production : Picture Palace North et Umbrella Productions Limited
- Société de distribution : Mars Distribution (France)
- Pays :  Royaume-Uni
- Genre : Comédie noire
- Durée : 111 minutes
- Dates de sortie : 
  - Norvège : 2 juillet 1998 (Filmquart Film Festival)
  - Royaume-Uni : 1er janvier 1999
  - France : 9 août 2000

## Distribution
Segment The Granton Star Cause
- Stephen McCole : Boab
- Maurice Roëves : Dieu
- Garry Sweeney : Kev
- Jenny McCrindle : Evelyn
- Simon Weir : Tambo
- Iain Andrew : Grant
- Irvine Welsh : Parkie
- Pat Stanton : Barman
- Alex Howden : Boab Snr
- Annie Louise Ross : Doreen
- Dennis O'Connor : Cochrane

Segment A Soft Touch
- Kevin McKidd : Johnny
- Maurice Roëves : l'homme alcoolisé
- Michelle Gomez : Catriona
- Tam Dean Burn : Alec
- Niall Greig Fulton : Alan

Segment The Acid House
- Ewen Bremner : Colin « Coco » Bryce
- Maurice Roëves : le prêtre
- Martin Clunes : Rory
- Jemma Redgrave : Jenny
- Arlene Cockburn : Kirsty
- Jane Stabler : Emma
- Doug Eadie : le père de Coco
- Andrea McKenna : la mère de Coco
- Billy McElhaney : Felix
- Ricky Callan : Tam
- Barbara Rafferty : Dr. Callaghan
- Stephen Docherty : l'infirmier Boyd
- Ronnie McCann : Andy
- Kirsty Mitchell : Julie

## Accueil
Le film a reçu un accueil mitigé de la critique. Il obtient un score moyen de 55 % sur Metacritic.

## Article annexe
- Psychotrope au cinéma et à la télévision